# María Crescencia Pérez
María Crescencia (al secolo Maria Angélica) Pérez (San Martín, 17 agosto 1897 – Vallenar, 20 maggio 1932) è stata una religiosa argentina della congregazione delle Figlie di Maria Santissima dell'Orto: è stata proclamata beata il 17 novembre 2012.